# Guerra dos movimentos
O ano de 1914 foi marcado por uma intensa movimentação de tropas. Os franceses deslocaram grande parte de seus exércitos à região leste, tentando formar uma linha de defesa contra as potências centrais.
A Guerra dos movimentos foi um conflito armado durante a Primeira Guerra Mundial, que não permaneceu somente na Europa, e expandiu-se até a Ásia e África.
Após a declaração de guerra, a Alemanha dirigiu-se para a Europa Ocidental. De acordo com o plano Schlieffen, era suposto os alemães invadirem a Bélgica e a França antes de avançar para leste para impedir que a Rússia conquistasse a Prússia Oriental. Os alemães não conseguiram entrar em Paris.
As tropas inglesas e francesas derrotaram a Alemanha na batalha de Marne. Porém os alemães conseguiram vencer os russos na batalha de Tannenberg.
Esta fase da guerra chama-se a guerra dos movimentos devido às posições tomadas pelos exércitos em confronto. 